# Сонорски пясъчни смокове
Сонорските пясъчни смокове (Sonora) са род влечуги от семейство Смокообразни (Colubridae).
Таксонът е описан за пръв път от американския естественик Спенсър Фулъртън Бърд през 1853 година.

## Видове
- Sonora aemula
- Sonora cincta
- Sonora michoacanensis
- Sonora mutabilis
- Sonora semiannulata – Западна земна змия